# Zamjena (nogomet)
Zamjena je igrač u nogometu koji ulazi u teren tijekom utakmice s namjerom zamjenjivanja igrača koji je već na terenu. Zamjene se najčešće rade da se umorni ili ozlijeđeni igrač zamijeni svježim i zdravim, iako je dozvoljeno mijenjati i sasvim zdravog igrača u taktičke svrhe. Taktičke svrhe podrazumijevaju obranu ili napadanje rezultata:
- Obrana rezultata znači uvođenje braniča umjesto napadača ili veznog igrača.
- Napad rezultata znači uvođenje napadača umjesto braniča ili veznog igrača.

## Povijest zamjena
Zamjene tijekom engleskog prvenstva u sezoni 1965./1966. su prvi put omogućene. Tijekom prve dvije sezone nakon uvođenja pravila, svaka momčad je imala pravo na samo jednu izmjenu tijekom utakmice, štoviše, mogao se zamijeniti samo ozlijeđeni igrač. Od sezone 1967./1968., pravilo je postalo fleksibilnije i dopustilo je zamjene iz taktičkih razloga.
21. kolovoza 1965., Keith Peacock iz Charlton Athletica je postao prvi vratar koji je zamijenio suigrača vratara, Mikea Rosea, jedanaest minuta prije kraja utakmice s Boltonom. U idućim godinama, Engleska je također bila predvodnik promjena u zamjenama. Naime, Engleski nogometni savez je dozvolio pet zamjena koje se imenuju prije utakmice, a maksimalan broj zamjenjivanja za jednu momčad tijekom utakmice je postao tri. Ovo se pravilo održalo do danas u samoj Engleskoj, dok je maksimalan broj prijavljenih zamjena i dalje fleksibilan, tj. ovisi o nogometnom savezu. Tako u Sjevernoj Irskoj dozvoljeno je imenovanje tri zamjene, a naprimjer u 1. HNL dozvoljeno je imenovanje sedam zamjena.

## Procedura i ograničenja
Zamjena se može obaviti isključivo tijekom prekida igre i nakon dozvole glavnog suca. Igrač koji izlazi iz igre mora izaći iz igrališta, a tek onda njegova zamjena može zauzeti njegovo mjesto. Igrač koji je izašao tijekom utakmice se ne može vratiti u igru, a igrač koji je ušao postaje aktivan igrač na terenu. Zamjene se obavljaju isključivo na kraju centralne poprečne linije. Ako se neki igrač ne pridržava ovih pravila, sudac ga mora opomenuti.
Samo igrači koji su prije početka utakmice nominirani za ulazak u igru mogu kasnije sudjelovati na terenu. Zamjene koje nisu u igri i dalje ostaju pod nadzorom suca koji ih može kazniti ako se ponašaju nesportski. Prema nogometnim pravilima, sudac nema moć da prisiljava igrače na zamjenu, čak i ako je trener zapovijedio igraču da izađe i bude zamijenjen. Ako igrač odbija biti zamijenjen, igra se normalno nastavlja bez kazne ni za koga. Ipak, sudac ostaje ovlašten dati opomenu ako se tijekom zamijenjivanja troši vrijeme ili se ponaša nesportski.

## Broj zamjena

### Službena natjecanja
- Najviše tri zamjene se mogu izvršiti tijekom utakmice koju organizira savez koji je pod okriljem FIFA-e ili neke kontinentalne konfederacije.
- Pravila natjecanja određuju broj nominiranih zamjena, koje variraju između dvije i sedam.

### Prijateljske utakmice
- U prijateljskim utakmicama nacionalnih A reprezentacija, najviše šest zamjena se mogu iskoristiti.
- U svim ostalim prijateljskim utakmicama, broj zamjena se može i povećati ako se poštuje sljedeći protokol:
  - Momčadi se prije utakmice moraju dogovoriti o željenom broju zamjena.
  - Momčadi, ako je dogovor postignut, moraju obavijestiti glavnoga suca.
- Ako je dogovor postignut, a sudac nije obaviješten, dogovor otpada. Ako, pak, nema nikakvog dogovora, maksimalan broj zamjena ostaje šest.